# Over the Limit (2010)
Vous lisez un « article de qualité » labellisé en 2011.
Cet article concerne l'édition 2010 du pay-per-view Over the Limit. Pour toutes les autres éditions, voir WWE Over the Limit.
L’édition 2010 d’Over the Limit est une manifestation de catch (lutte professionnelle) télédiffusée et visible uniquement en paiement à la séance. L'événement, produit par la World Wrestling Entertainment (WWE), a eu lieu le 23 mai 2010 dans la salle omnisports Joe Louis Arena à Détroit, dans le Michigan. Il s'agit de la première édition d'Over the Limit, pay-per-view annuel qui remplace Judgment Day. Edge est la vedette de l'affiche officielle.
Huit matchs, dont cinq mettant en jeu les titres de la fédération, ont été programmés. Chacun d'entre eux est déterminé par des storylines rédigées par les scénaristes de la WWE ; soit par des rivalités survenues avant le pay-per-view, soit par des matchs de qualification en cas de rencontre pour un championnat. L'événement a mis en vedette les catcheurs des divisions Raw et SmackDown, créées en 2002 lors de la séparation du personnel de la WWE en deux promotions distinctes.
Le main event de la soirée est un « I Quit » match, match sans disqualification pour le championnat de la WWE, dans lequel un catcheur doit obliger son adversaire à abandonner. John Cena, le champion en titre, remporte le match contre Batista. Le match pour le championnat du monde poids lourds de la WWE oppose Big Show à Jack Swagger dans un match simple. Ce dernier se disqualifie volontairement en frappant son adversaire avec la ceinture, et ce, afin de conserver son titre. Un peu plus tôt dans la soirée, les deux anciens membres de l'équipe Rated-RKO, Edge et Randy Orton, s'affrontent dans un match simple sans enjeu. La rencontre se termine en match nul, aucun des catcheurs n'ayant réussi à remonter sur le ring au bout de dix secondes. Enfin, Rey Mysterio affronte CM Punk dans un S.E.S. Pledge vs. Hair match. Le catcheur mexicain remporte le match et, comme l'indique la stipulation, rase la tête de son adversaire, préalablement menotté aux cordes du ring.
11 000 personnes ont réservé leur place pour assister au spectacle, tandis que 197 000 personnes ont suivi la rencontre par pay-per-view. Le DVD du spectacle est sorti au début du mois de juin 2010. Over the Limit a reçu un bilan très mitigé des critiques, notamment à cause de l'issue du match pour le championnat du monde poids lourds.

## Contexte
Les spectacles de la World Wrestling Entertainment en paiement à la séance sont constitués de matchs aux résultats prédéterminés par les scénaristes de la WWE. Ces rencontres sont justifiées par des storylines — une rivalité avec un catcheur, la plupart du temps — ou par des qualifications survenues dans les émissions de la WWE telles que Raw, SmackDown et Superstars. Tous les catcheurs possèdent un gimmick, c'est-à-dire qu'ils incarnent un personnage gentil ou méchant, qui évolue au fil des rencontres. Un pay-per-view comme Over the Limit est donc un événement tournant pour les différentes storylines en cours.

### Batista contre John Cena

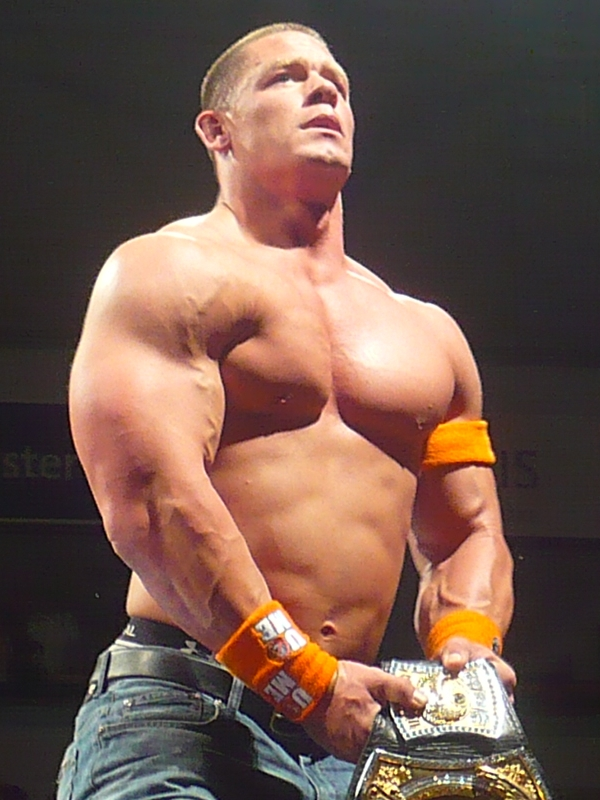
John Cena devra défendre son titre de champion de la WWE face à Batista.

La rivalité (feud) prédominante de la division Raw oppose Batista et John Cena, pour le WWE Championship (championnat de la WWE). Elle débute en février 2010 lors du pay-per-view Elimination Chamber. John Cena participe à un Elimination Chamber match face à cinq autres catcheurs, dont le tenant du titre, Sheamus. Au bout d'une demi-heure, Cena remporte le championnat de la WWE en effectuant sa prise de soumission sur le dernier catcheur en lice, Triple H,. Cependant, juste après la rencontre, Vince McMahon (le président de la fédération) annonce que Cena doit défendre sa ceinture de champion sur-le-champ, dans un match simple contre Batista,,. Cette décision est due au fait que Cena a exprimé son soutien à Bret Hart, en froid avec McMahon depuis le Montreal Screwjob, lors de sa venue à Raw en tant que Guest Host. Batista, face à un Cena exténué, réalise le tombé victorieux grâce à un Spear puis une Batista Bomb,,.
Le lendemain, Vince McMahon accède à la demande de Cena, c'est-à-dire un match revanche pour le titre à WrestleMania XXVI, à condition que ce dernier sorte vainqueur d'une rencontre sans enjeu face à Batista,. Celui-ci se disqualifie volontairement en lui assénant un coup à l'aine, puis de nombreux coups de chaise hors du ring,. Cena parvient à se venger lors de WrestleMania en récupérant le titre, une nouvelle fois grâce à sa prise de soumission. Batista, frustré, sollicite à son tour un match revanche lors d'Extreme Rules. David Otunga, le Guest Host de la soirée, accepte et annonce que les deux protagonistes s'affronteront lors d'un Last Man Standing match. Après une rencontre acharnée, Cena conserve son titre en attachant (avec du ruban adhésif) les jambes de son adversaire à un poteau du ring afin qu'il ne puisse se relever au bout de dix secondes.
Lors de l'édition suivante de Raw, Batista remporte un Triple Threat match (« match Triple Menace ») face à Randy Orton et Sheamus afin de devenir le challenger numéro 1 au titre de champion de la WWE et d'obtenir ainsi un nouveau match contre John Cena. Les deux prétendants au titre s'affrontent ensuite dans un Beat the Clock match (« match contre-la-montre »), qui permet au vainqueur de déterminer la stipulation de la rencontre. Batista gagne face à Daniel Bryan en cinq minutes et six secondes, mais Cena bat Wade Barrett en quatre minutes et trente-deux secondes,. Il annonce la semaine suivante qu'il défendra son titre dans un « I Quit » match.

### Drew McIntyre contre Kofi Kingston

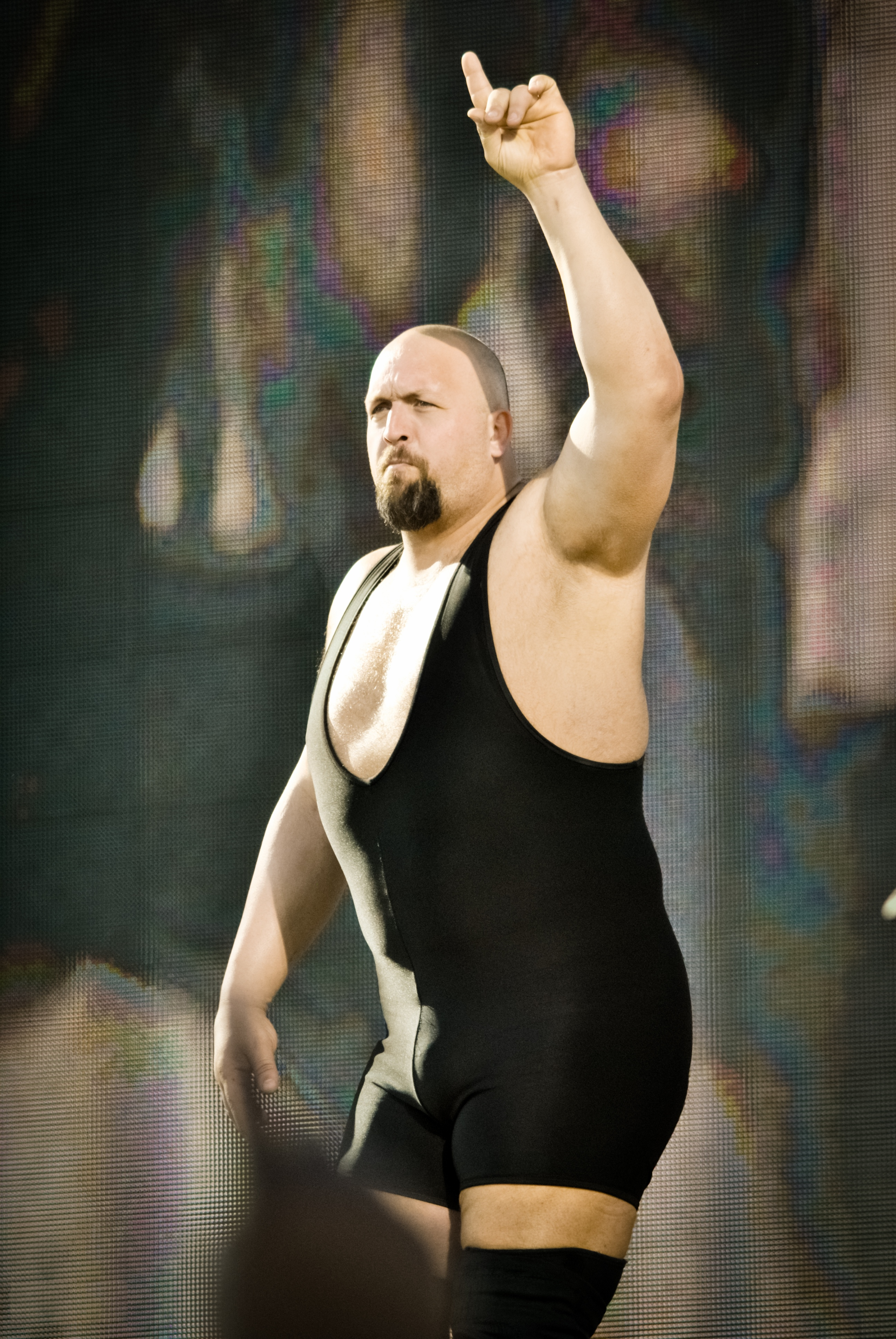
Big Show, photographié lors de l'édition 2010 de WWE Tribute to the Troops.

La rencontre pour le WWE Intercontinental Championship (championnat intercontinental de la WWE) oppose le champion en titre Drew McIntyre à Kofi Kingston. La rivalité entre les deux catcheurs démarre le 7 mai 2010 lorsque Theodore Long, le directeur général de la division WWE SmackDown, renvoie McIntyre au prétexte que celui-ci a attaqué brutalement Matt Hardy malgré les injonctions des instances supérieures de cesser immédiatement cette agression,. En conséquence, la ceinture de champion intercontinental est vacante et un tournoi est organisé pour désigner le nouveau champion. Les prétendants au titre sont Kingston et Christian, qui battent respectivement Dolph Ziggler et Cody Rhodes,. La semaine suivante, Kingston sort vainqueur du tournoi. Alors qu'il s'apprête à recevoir son dû, McIntyre entre sur le ring avec à la main une lettre de réintégration signée par Vince McMahon, le président de la fédération, qui ordonne de lui rendre également la ceinture. Le règne de McIntyre est officiellement considéré comme ininterrompu. Quelques jours plus tard, le site officiel de la WWE annonce que Drew McIntyre doit défendre son titre à Over the Limit.

### The Big Show contre Jack Swagger
La rivalité (feud) prédominante de la division SmackDown oppose The Big Show et Jack Swagger, pour le WWE World Heavyweight Championship (championnat du monde poids lourds de la WWE). Lors du pay-per-view WrestleMania XXVI, Jack Swagger participe à un Money in the Bank Ladder match face à neuf autres catcheurs. Au bout d'un quart d'heure, Swagger décroche la mallette suspendue au-dessus du ring et obtient ainsi le droit, à tout moment et sur une période d'un an, de participer à un match de championnat pour n'importe quel titre de la fédération,,. Ainsi, lorsque le champion en titre Chris Jericho est passé à tabac par Edge lors de l'édition SmackDown du 2 avril 2010, Swagger en profite et récupère le titre en réalisant le tombé,.
Dans le cadre du cinquième draft de la fédération, où les membres du personnel des deux promotions (Raw et SmackDown) ont la possibilité de changer de division, The Big Show est sélectionné pour intégrer SmackDown puis est désigné prétendant no 1 au titre de Swagger,. Les semaines qui suivent sont le théâtre d'une rivalité grandissante entre les deux hommes, qui tourne à l'avantage du « géant ». Il propulse tout d'abord Swagger à travers la table des commentateurs américains, puis, le 14 mai 2010, interrompt une séquence où le champion en titre s'auto-congratule en détruisant les trophées et les diplômes que ce dernier exhibait au public,. Enfin, Swagger est parodié dans une série de vignettes puis distrait par son antagoniste, ce qui lui coûte la victoire lors d'un match sans enjeu face à Kofi Kingston.

### Ted DiBiase Jr contre R-Truth
The Legacy est un clan constitué de trois descendants de familles de catcheurs professionnels, à savoir Randy Orton (fils de Bob Orton, Jr.), Cody Rhodes (fils de Dusty Rhodes) et Theodore DiBiase (fils du « Million Dollar Man » Ted DiBiase),. Ce dernier jouait le rôle d'un multimillionnaire arrogant et malhonnête, n'hésitant pas à dilapider son argent en achats futiles ou à payer des pots-de-vin à ses adversaires pour qu'ils le laissent gagner. Au cours de l'année 2009, Orton parvient à remporter à trois reprises le titre de champion de la WWE, notamment grâce à ses partenaires. Cependant, des tensions entre les membres du groupe apparaissent et vont crescendo, notamment lors de l'édition 2010 du Royal Rumble, où Orton est disqualifié à la suite d'une intervention de Rhodes en sa faveur, perdant ainsi l'opportunité de récupérer son titre. À WrestleMania XXVI, un Triple Threat match opposant les membres de la Legacy a pour conséquence la dissolution du groupe.
Chaque catcheur lutte désormais en solitaire. Tandis que Randy Orton effectue un face turn et que Cody Rhodes est transféré dans la division WWE SmackDown, Theodore DiBiase décide d'adopter le gimmick de son père. Lors de l'édition de Raw du 5 avril 2010, il reçoit un legs testamentaire (fidéicommis) ainsi que la ceinture du Million Dollar Championship,, titre créé par son père en 1989. Afin de lui ressembler le plus possible, DiBiase se met à la recherche d'un « nouveau Virgil », garde du corps et homme à tout faire. Il propose le poste rémunéré à R-Truth, mais celui-ci refuse et le gifle. La semaine suivante, DiBiase perd une rencontre sans enjeu face à Johnny Morrison et, de rage, le roue de coups jusqu'à ce que R-Truth intervienne et le fasse quitter le ring. DiBiase prend sa revanche lors de l'édition Raw du 10 mai 2010 lorsqu'il rétribue généreusement les frères Colóns, responsables d'une agression en coulisses sur R-Truth. Un match entre les deux protagonistes est annoncé pour le pay-per-view Over the Limit afin de mettre un terme à cette rivalité.

### Rey Mysterio contre CM Punk

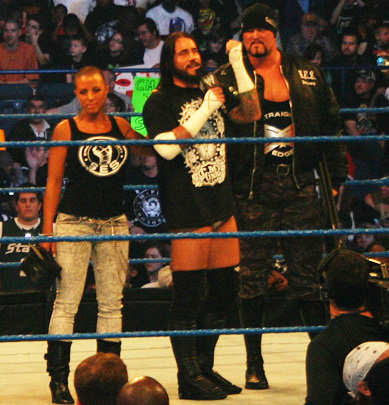
CM Punk (au milieu) et ses adeptes straight edge, Serena (à gauche) et Luke Gallows (à droite), tenteront de rallier le catcheur mexicain à leur cause.

Depuis début 2010, CM Punk, accompagné de ses disciples Luke Gallows et Serena, part en croisade pour promouvoir le mouvement straight edge, un mode de vie qui consiste à proscrire l'alcool, le tabac, la drogue et les relations sexuelles. Lors de chacune de leurs apparitions, les trois militants straight edge prêchent la bonne parole et s'adressent au public afin de le convaincre de rejoindre le mouvement ; le groupe prend alors le nom de « Straight Edge Society »,.
Lors de l'édition du 12 février 2010 de WWE SmackDown, CM Punk affronte Rey Mysterio dans un match sans enjeu. Ce dernier remporte la rencontre en rivant les épaules de son adversaire pendant trois secondes, mais est aussitôt attaqué par Luke Gallows, présent aux abords du ring afin d'encourager son mentor,. Le catcheur masqué se venge deux semaines plus tard en faisant perdre CM Punk dans un match de qualification pour le Money in the Bank Ladder match de WrestleMania XXVI,. Cette rivalité atteint son apogée lors de l'édition du 12 mars 2010 lorsque Rey Mysterio invite sa famille sur le ring afin de célébrer le neuvième anniversaire de sa fille Aaliyah. CM Punk interrompt la cérémonie, terrorisant Aaliyah et humiliant Rey Mysterio et sa famille,,. Cette confrontation amène les deux catcheurs à un match à WrestleMania, stipulant que Rey Mysterio doit rejoindre la Straight Edge Society en cas de défaite. Malgré les attaques des managers de CM Punk durant le match, Mysterio effectue le tombé après un 619 suivi d'un Springboard Splash.
Malgré cette défaite, The Straight Edge Society continue son action « bénéfique », notamment en rasant la tête des membres du public souhaitant rejoindre le mouvement et amorcer le « début d'une nouvelle vie »,. Rey Mysterio remarque alors que CM Punk, le meneur du groupe, est le seul à garder les cheveux longs. Il annonce alors qu'il souhaite affronter une nouvelle fois le « sauveur » straight edge lors d'Extreme Rules, à la condition que CM Punk se fasse tondre les cheveux si celui-ci perd la rencontre. Bien que la rencontre soit équilibrée, CM Punk remporte le match grâce à l'intervention d'un homme masqué qui attaque Rey Mysterio.
Celui-ci, quelques jours plus tard, propose à son adversaire de l'affronter une nouvelle fois à Over the Limit, dans un Straight Edge Society Pledge vs. Hair match, la stipulation de la rencontre étant un mélange de celles des deux pay-per-view précédents. Le 14 mai 2010, les deux protagonistes s'affrontent dans un match sans enjeu. L'intervention de la Straight Edge Society, venue sur le ring afin de passer à tabac Rey Mysterio, disqualifie CM Punk. La semaine suivante, lors de la dernière édition de SmackDown avant Over the Limit, Rey Mysterio se moque du groupe et révèle au public un photomontage de CM Punk chauve. Excédé, il s'associe à Luke Gallows pour affronter le catcheur mexicain et son coéquipier MVP dans un match par équipes ; il perd finalement la rencontre lorsque Rey Mysterio réalise le tombé,.

### The Hart Dynasty contre Chris Jericho et The Miz
L'équipe composée de Chris Jericho et du Miz est en conflit avec The Hart Dynasty (Tyson Kidd et David Hart Smith) depuis l'édition 2010 d'Extreme Rules. The Miz et The Big Show, à l'époque champions unifiés par équipes, combattent dans un Gauntlet match face à trois autres équipes, dont Kidd et Hart Smith. Les membres de la famille Hart sortent vainqueurs du match et, d'après la stipulation de celui-ci, obtiennent un match de championnat le lendemain, c'est-à-dire lors du cinquième draft de la fédération,. Une fois The Big Show neutralisé par Smith, Kidd fait abandonner The Miz à l'aide de sa prise de soumission, le Sharpshooter. Tandis que les nouveaux champions reçoivent leur titre, le « géant » signifie son mécontentement en attaquant son partenaire, mettant ainsi fin à leur alliance,.
La semaine suivante, The Miz convainc son nouvel équipier Chris Jericho d'attaquer The Hart Dynasty lors de leur match face à Vladimir Kozlov et William Regal. Smith ne peut lutter et subit les prises de finition respectives de ses antagonistes, à savoir un Codebreaker (Chris Jericho) et un Skull Crushing Finale (The Miz),. Enfin, lors de l'édition Raw du 10 mai 2010, Chris Jericho bat David Hart Smith et décroche ainsi un match à Over the Limit ayant pour enjeu le championnat unifié par équipes,.

### Edge contre Randy Orton

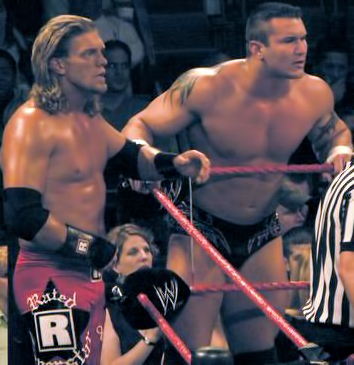
Les catcheurs Edge (à gauche) et Randy Orton (à droite), anciens coéquipiers heel, s'affrontent à Over the Limit.

Lors du cinquième draft de la fédération, Randy Orton affronte Batista et Sheamus dans un Triple Threat match afin de devenir le challenger no 1 au titre de la WWE. Randy Orton semble sur le point de gagner la rencontre après avoir porté un Backbreaker sur Batista puis un RKO sur Sheamus, quand Edge, transféré le soir même à Raw, monte sur le ring et le plaque violemment au sol. La semaine suivante, Orton est invité à participer au talk-show du catcheur canadien, The Cutting Edge. Ce dernier explique son geste par le souhait de reformer leur ancienne équipe, Rated-RKO ; Orton n'est pas de cet avis et, après avoir esquivé un plaquage (spear) de son ex-partenaire, lui assène sa prise de finition.
La semaine suivante, lors de l'édition Raw du 10 mai 2010, Vickie Guerrero est promue directrice générale de la division. Sa première décision est d'organiser un match handicap entre Orton et le duo composé d'Edge et de Ted DiBiase Jr. Malgré le désavantage, Orton profite de la venue de R-Truth, présent afin de déstabiliser DiBiase, pour remporter la rencontre. Vickie Guerrero, qui assistait au match, démissionne de son poste. Edge tente un spear mais se fait une nouvelle fois contrer par un RKO.
Le 17 mai 2010, des matchs Pick your Poison sont planifiés pour les deux protagonistes ; au lieu de s'affronter directement, chacun d'entre eux choisit l'adversaire de l'autre. Edge perd volontairement par décompte extérieur face à The Undertaker puis intervient dans le match d'Orton contre Jack Swagger et lui porte son spear. Un match entre les deux hommes est alors annoncé pour Over the Limit,.

### Eve Torres contre Maryse
L'unique rencontre mettant en vedette des divas de la fédération a pour enjeu le WWE Divas Championship (championnat des divas). La championne en titre Eve Torres défend sa ceinture face à Maryse. Lors de l'édition Raw du 12 mai 2010, un match est organisé entre les deux protagonistes. La catcheuse canadienne doit céder son titre en moins de deux minutes lorsque sa prise de prédilection, le French Kiss, est contrée par un roll-up,. Depuis, la nouvelle détentrice du championnat subit les attaques incessantes de Maryse. Un match revanche est donc planifié pour Over the Limit.

## Déroulement du spectacle
Généralement, avant qu'un spectacle de catch ne démarre, la fédération organisatrice met en place un ou plusieurs matchs non télévisés destinés à chauffer le public. Montel Vontavious Porter, alias MVP, réalise le tombé sur Chavo Guerrero, Jr après avoir effectué un facebuster (sa nouvelle prise de finition). Le combat a duré quatre minutes et vingt secondes.

### Matchs préliminaires

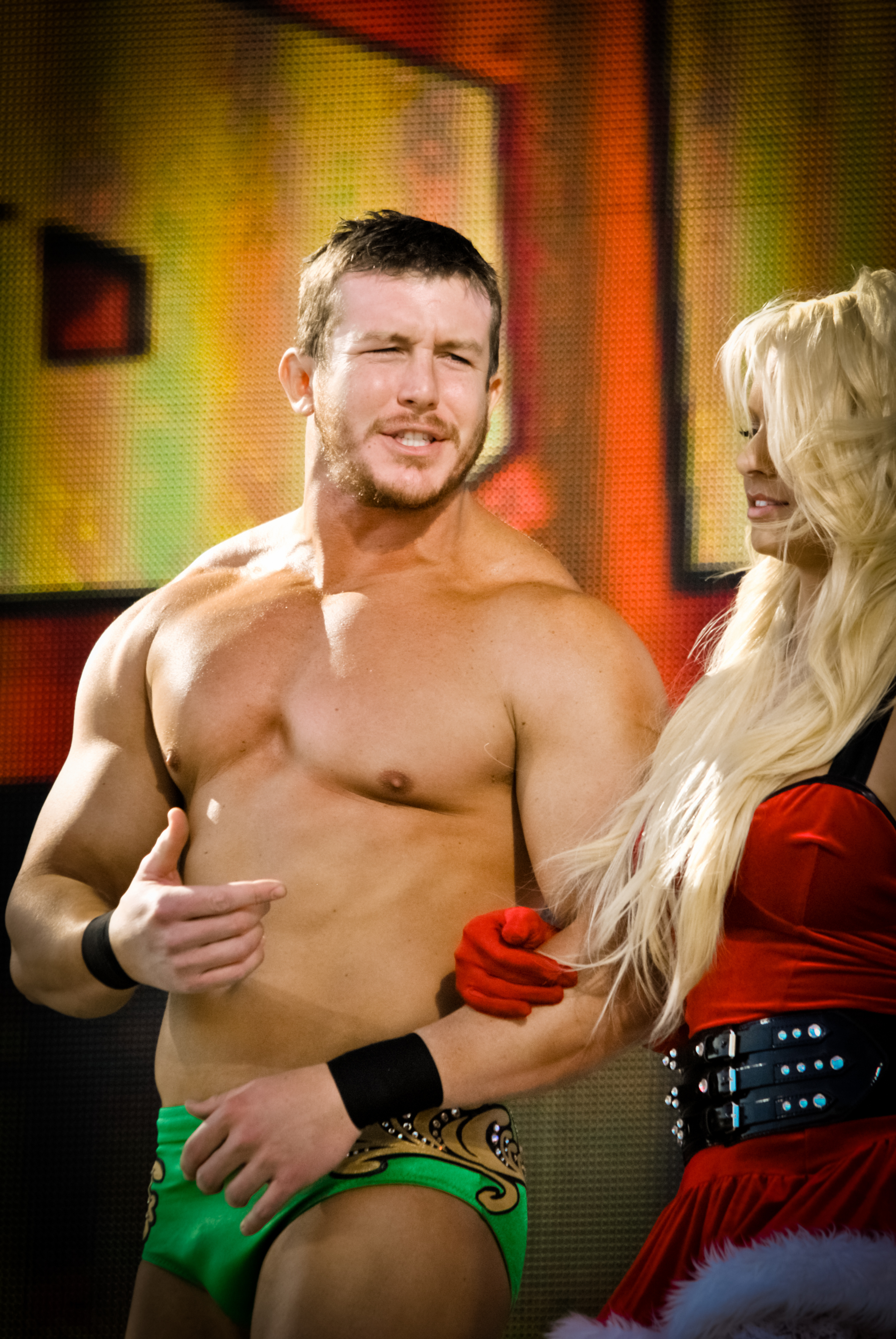
Le fils du catcheur multimillionnaire, accompagné de Maryse, affronte R-Truth dans un match sans enjeu.

Le premier match de la soirée met en scène le champion intercontinental Drew McIntyre et le prétendant au titre Kofi Kingston. Ce dernier prend rapidement l'avantage en expédiant McIntyre en dehors du ring puis en effectuant un plongeon sur celui-ci. Le catcheur écossais reprend le dessus en assénant des coups de pied et des sauts chassés à son adversaire. Chaque catcheur parvient à contrer les prises de son adversaire ; ainsi, Kingston reçoit un coup de pied dans le ventre en tentant de s'appuyer sur les cordes du ring, tandis que McIntyre heurte violemment les pieds de son adversaire en sautant du haut de la deuxième corde. Cependant, aucun d'entre eux ne réussit à réaliser le tombé. Kingston réalise ensuite un crossbody et un boom drop, puis s'apprête à effectuer sa prise de finition, un Trouble in Paradise, mais McIntyre esquive. Ce dernier tente alors un Future Shock mais Kingston contre la prise avec un SOS puis réalise le tombé victorieux. Kofi Kingston remporte donc le championnat intercontinental de la WWE en un peu plus de six minutes. Après la rencontre, McIntyre interpelle Teddy Long et lui ordonne de le proclamer champion sur-le-champ, mais au lieu de cela, Matt Hardy fait son apparition et lui applique son Twist of Fate,.
La deuxième rencontre est un match simple entre Ted DiBiase Jr. et R-Truth. Pour l'occasion, Virgil (garde du corps de Ted DiBiase Sr.) est présent aux abords du ring afin d'encourager le fils de son ancien employeur. Après des clés de bras de part et d'autre, R-Truth parvient à enchaîner plusieurs coups de poing puis un saut chassé à la tête, avant de l'envoyer par-dessus la troisième corde du ring. Une fois les deux catcheurs revenus dans l'enceinte, Virgil distrait R-Truth, permettant à DiBiase d'effectuer un neckbreaker et de l'envoyer à son tour en dehors du ring. DiBiase, après avoir reçu plusieurs coups de poing, parvient à faire tomber son adversaire la tête la première sur le ring. Cependant, celui-ci prend l'avantage en empêchant DiBiase, à deux reprises, de lui asséner des prises aériennes. Il remporte finalement la rencontre grâce à un suplex stunner puis un flying forearm smash,.
Le troisième match de la soirée oppose Rey Mysterio à CM Punk. Les membres de la Straight Edge Society, Serena et Luke Gallows, ont l'interdiction d'intervenir en faveur de leur mentor sous peine de sanction. Au tout début de la rencontre, CM Punk se blesse au front en heurtant une barricade. En remontant sur le ring, il parvient à envoyer son adversaire la tête la première sur une chaise de barbier située en dehors de l'enceinte. Le match est alors « interrompu » afin que l'arbitre et un membre de l'équipe médicale puissent soigner CM Punk. Rey Mysterio n'a pas le temps d'attaquer son adversaire affaibli ; il est de nouveau éjecté du ring puis propulsé sur les barricades. Tout le long du match, les deux protagonistes tentent de réaliser le tombé, sans succès. Ainsi, Rey Mysterio effectue un sunset flip powerbomb puis un petit paquet. Quant à CM Punk, il assène à son adversaire un puissant backbreaker puis s'apprête à réaliser sa prise de finition, le GTS, mais les tentatives de dégagement de Rey Mysterio l'en empêchent ; CM Punk propulse alors son adversaire dans un coin du ring. Gêné par Rey Mysterio, il tente à nouveau d'effectuer un GTS mais il est finalement contré par un 619. Le catcheur mexicain effectue ensuite un diving splash mais CM Punk parvient à l'éviter. Ce dernier est sur le point de s'allonger sur Rey Mysterio pour le tombé lorsque celui-ci effectue un rapide crucifix cradle et arrache la victoire, en un peu moins d'un quart d'heure. Tandis que Serena et Luke Gallows s'approchent du ring, un membre masqué de la Straight Edge Society attaque Rey Mysterio. Cependant, l'arrivée de Kane fait fuir les alliés de CM Punk et permet à Rey Mysterio de menotter son adversaire aux cordes du ring afin de le raser,.

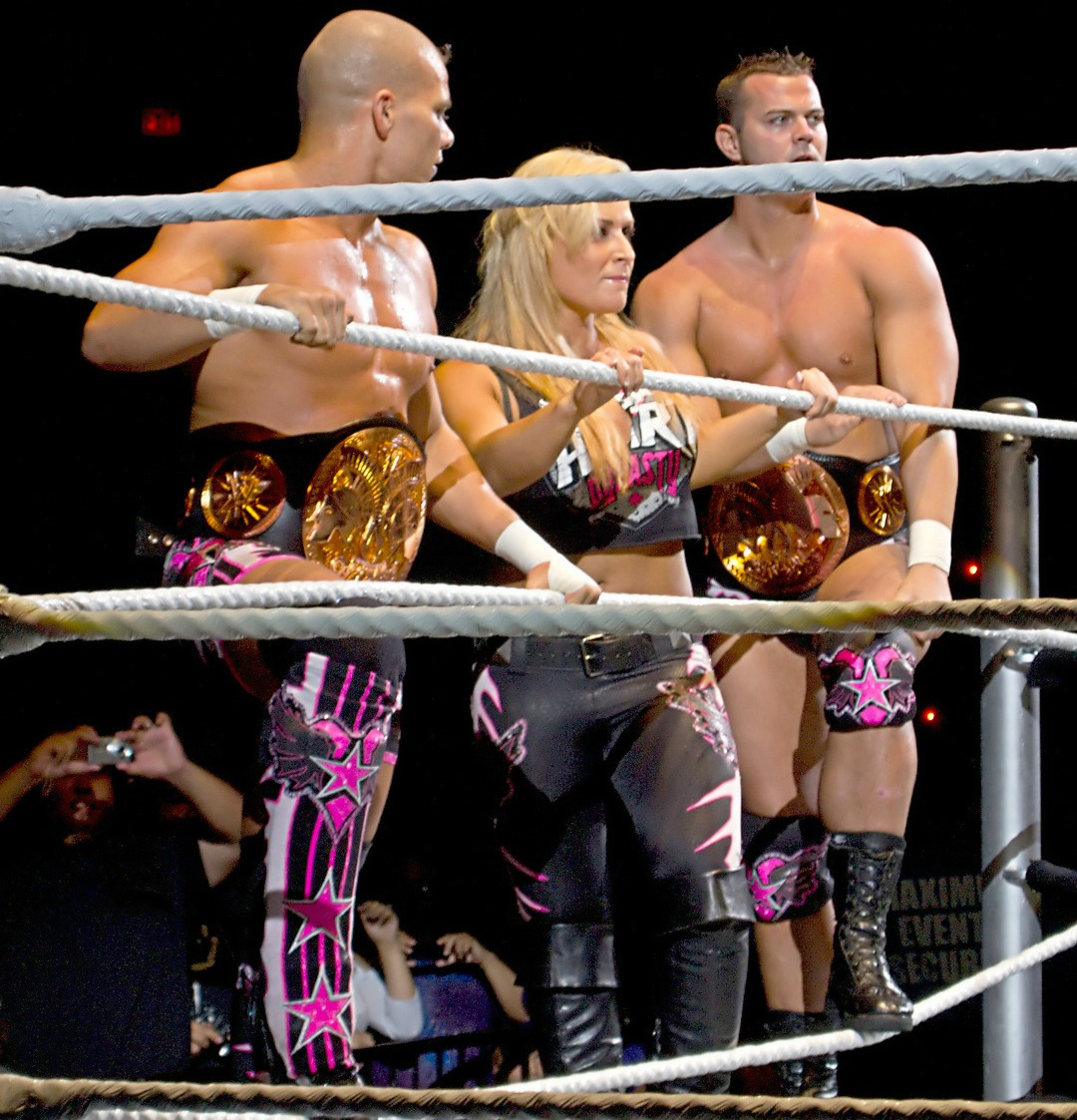
Tyson Kidd (à gauche) et David Hart Smith (à droite), accompagnés de Natalya, sont les champions par équipes en titre.

La quatrième rencontre met en scène The Hart Dynasty, composée de David Hart Smith et de Tyson Kidd (avec Natalya comme valet), et le duo Chris Jericho-The Miz. Il s'agit d'un match par équipes pour le WWE Unified Tag Team Championship. Les membres de la famille Hart prennent l'avantage en assénant chacun leur tour des coups de pied puis une vertical suplex au Miz. Ce dernier, ainsi que son partenaire, sont éjectés du ring avant d'être écrasés par Kidd, propulsé dans les airs par Smith. Après quelques attaques de part et d'autre, Smith subit successivement les prises de Jericho puis du Miz (notamment une souplesse arrière et un side headlock) jusqu'à ce qu'il parvienne à claquer le dos du Miz sur le ring. Kidd et Jericho entrent à leur tour sur le ring ; malgré les nombreux coups de pied chassés de Kidd, celui-ci subit la prise de soumission de son adversaire en tentant d'effectuer un hurricanrana. Kidd réussit à briser la prise en agrippant une corde du ring mais ne peut esquiver un codebreaker de Jericho, qui ne réussit pas à concrétiser cette attaque. Ni Smith avec une souplesse arrière et un powerslam, ni Jericho avec un petit paquet ne parviennent à réaliser le tombé. The Miz tente alors une corde à linge du haut de la troisième corde mais est contré par Smith, qui passe le relais à son coéquipier afin d'effectuer leur prise de finition, la Hart Attack, qui s'avère décisive. Les membres de la Hart Dynasty conservent leur titre en un peu plus de dix minutes de combat,.
La cinquième rencontre de la soirée est un match simple entre Edge et Randy Orton. Ce dernier prend l'avantage en donnant de nombreux coups de pied puis en assénant plusieurs atemi à la poitrine de son adversaire. Néanmoins, Edge parvient à stopper l'attaque en envoyant Orton dans une barricade à l'extérieur du ring. Le catcheur canadien enchaîne avec une prise de soumission puis jette Orton sur la troisième corde du ring, mais celui-ci récupère rapidement de l'attaque et effectue une souplesse du haut de cette même corde, dans un coin du ring. Les prises s'enchaînent rapidement ; Orton effectue ensuite un DDT à l'aide des cordes du ring, tandis qu'Edge tente un plaquage (Spear), finalement contré par un big boot. Orton, en position dominante, annonce sa prise de finition (le RKO) en tapant des poings sur le ring. Cependant, celui-ci interrompt son geste et commence à maintenir et à masser son avant-bras droit, en ayant du mal à le plier. Les anciens coéquipiers du clan Rated-RKO descendent alors du ring et Edge, profitant du handicap de son adversaire, essaie à nouveau d'effectuer son Spear mais Orton parvient à l'esquiver. Aucun des deux catcheurs ne parvenant pas à remonter sur le ring au bout de dix secondes, l'arbitre annonce un double décompte extérieur et met fin à la rencontre,.

### Matchs principaux (main events)

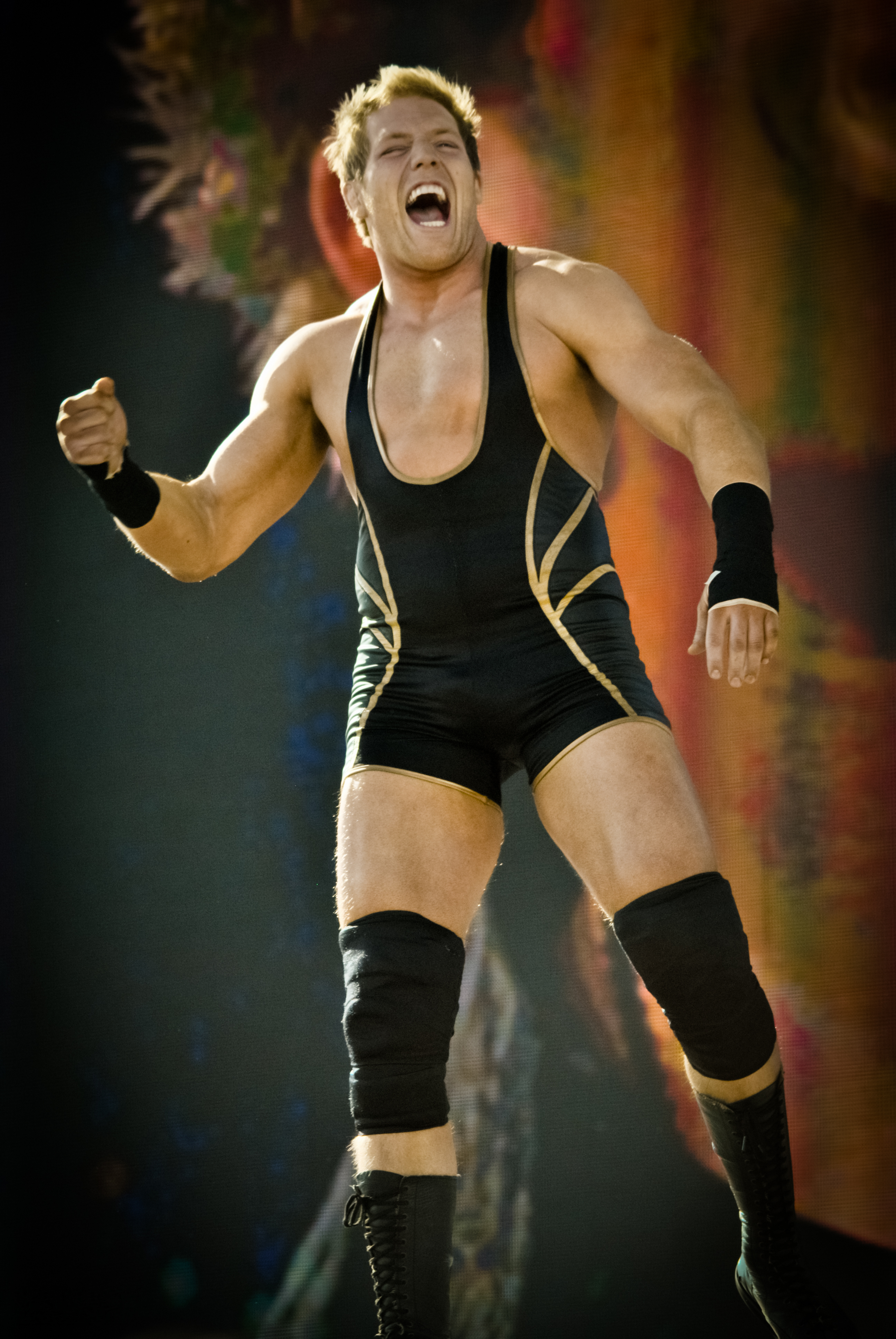
Jack Swagger est toujours champion du monde poids lourds malgré sa disqualification volontaire.

Le premier main event de la soirée est un match simple pour le WWE World Heavyweight Championship (championnat du monde poids lourds), opposant The Big Show au tenant du titre Jack Swagger. Ce dernier tente à plusieurs reprises d'attaquer le « géant », mais est à chaque fois repoussé. En contrepartie, Big Show lui assène plusieurs atemi sur la poitrine, lui marche dessus par deux fois et l'étrangle à l'aide des cordes du ring. Swagger reprend le dessus et effectue deux splash sur son adversaire mais ne parvient pas à réaliser le tombé. Vexé, il se disqualifie volontairement en frappant son adversaire avec la ceinture de champion du monde. Après la rencontre, Swagger s'empare une chaise et frappe son adversaire, mais ce dernier contre l'attaque et réplique par un chokeslam. Le « géant » conclut par un Knockout Punch puis quitte le ring, laissant Swagger groggy,.
Le second main event et avant-dernier match de la soirée met en scène la championne des divas Eve Torres (dite Eve) et la prétendante au titre Maryse Ouellet (dite Maryse). La catcheuse canadienne prend rapidement le dessus et, après plusieurs prises, propulse Eve en dehors du ring. Cependant, alors que Maryse s'apprête à lui asséner un coup de pied dans la tempe, son adversaire esquive l'attaque et sa cheville heurte un poteau en métal. Eve en profite et reprend l'avantage grâce à une série de sauts chassés, à un Standing moonsault et un sunset flip, mais ne parvient pas à réaliser le tombé. Maryse réussit alors à contrer un rolling senton splash et, pendant qu'Eve se tord de douleur au sol, prépare sa prise de finition, le French Kiss ; finalement, Eve conserve son titre en évitant la prise et en appliquant aussitôt un facebuster. La durée du match est sensiblement la même que celle du précédent, c'est-à-dire environ cinq minutes,.
La dernière rencontre du pay-per-view est un « I Quit » match (match sans disqualification) pour le WWE Championship, dans lequel un catcheur doit obliger son adversaire à abandonner. Elle oppose le champion en titre John Cena à Batista. Au moment où la cloche retentit, ce dernier offre à Cena l'opportunité de déclarer forfait, mais celui-ci refuse et frappe Batista avec le micro de l'arbitre. Malgré cette attaque surprise, Batista est le premier à tenter de faire abandonner Cena en effectuant une prise de soumission, mais celui-ci parvient à s'en défaire et à enchaîner aussitôt avec sa propre prise, le STF. Batista, sonné, parvient à riposter en portant un powerslam sur la table des annonceurs. Le match est alors brièvement « interrompu » pour cause de saignement, afin que l'arbitre et un membre de l'équipe médicale puissent soigner John Cena. Les deux catcheurs continuent le combat au milieu de la foule puis sur une rampe d'accès, où Batista prend l'avantage en assénant de nombreux coups de chaise à son adversaire, sans réussir cependant à le faire abandonner. Voyant John Cena étendu sur le sol, Batista décide d'entrer dans une voiture, placée sur la scène en tant qu'élément du décor, afin d'écraser son adversaire. Celui-ci esquive et claque le dos de Batista (Attitude Adjustment) sur le capot de la voiture. Ne souhaitant toujours pas abandonner, Batista est alors tracté sur le toit de la voiture ; Cena s'apprête à réitérer sa prise mais Batista abandonne, ce qui n'empêche pas Cena d'aller au bout de son action et d'envoyer son antagoniste traverser le sol en métal. John Cena conserve ainsi son titre en un peu plus de vingt minutes de combat. Enfin, alors que le champion de la WWE célèbre une dernière fois sa victoire avec le public, Sheamus entre discrètement sur la scène et lui assène un violent coup de pied dans la tempe,.

## Tableau des résultats
| #                                       | Match                                                                 | Stipulation                                                         | Durée |
| --------------------------------------- | --------------------------------------------------------------------- | ------------------------------------------------------------------- | ----- |
| Dark                                    | MVP bat Chavo Guerrero.                                               | Match simple.                                                       | 04:20 |
| 1                                       | Kofi Kingston bat Drew McIntyre (c).                                  | Match simple pour le championnat intercontinental de la WWE.        | 06:24 |
| 2                                       | R-Truth bat Ted DiBiase (avec Virgil).                                | Match simple.                                                       | 07:46 |
| 3                                       | Rey Mysterio bat CM Punk.                                             | S.E.S. Pledge vs. Hair match.                                       | 13:49 |
| 4                                       | The Hart Dynasty (avec Natalya) (c) battent Chris Jericho et The Miz. | Match par équipes pour le championnat unifié par équipes de la WWE. | 10:44 |
| 5                                       | Randy Orton et Edge font match nul (double décompte extérieur).       | Match simple.                                                       | 12:58 |
| 6                                       | The Big Show bat Jack Swagger (c) par disqualification,.              | Match simple pour le championnat du monde poids lourds de la WWE.   | 05:05 |
| 7                                       | Eve (c) bat Maryse.                                                   | Match simple pour le championnat des divas de la WWE.               | 05:03 |
| 8                                       | John Cena (c) bat Batista.                                            | « I Quit » match pour le championnat de la WWE.                     | 20:33 |
| (c) désigne le(s) champion(s) en titre. |                                                                       |                                                                     |       |

## Conséquences

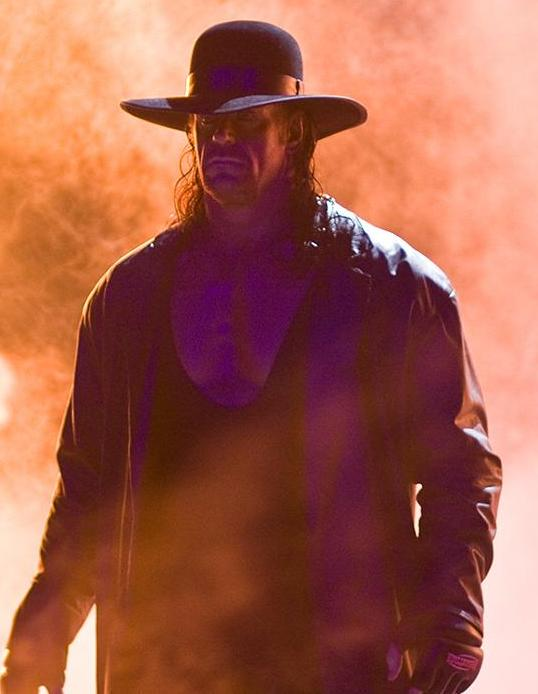
The Undertaker s'est qualifié pour tenter de décrocher le championnat du monde poids lourds à WWE 4-Way Finale, mais a été remplacé par Rey Mysterio pour cause de fractures et de commotion cérébrale.

Durant le spectacle, cinq catcheurs se sont réellement blessés. Ted DiBiase Jr a souffert d'une commotion cérébrale à la suite d'une gifle donnée par son adversaire, tandis que Randy Orton s'est disloqué l'épaule droite en tapant des poings sur le ring, geste récurrent qui précède sa prise de finition. Les deux anciens membres du clan The Legacy ont fait une courte apparition dans l'édition Raw du lendemain, mais n'ont pas lutté. CM Punk a dû recevoir treize points de suture au visage pendant son match face à Rey Mysterio, après avoir heurté une barricade les séparant du public. John Cena, en plus de sa plaie au front, a perdu une dent. Batista, quant à lui, a subi des blessures au dos et au coccyx lorsque son adversaire l'a projeté au sol à deux reprises, depuis le toit d'une voiture.
Lors de l'édition Raw du 24 mai 2010, Batista fait son apparition sur le ring, en chaise roulante et avec le bras en écharpe, afin d'obtenir un match revanche pour le championnat de la WWE,. Le Hall of Famer canadien Bret Hart, promu directeur général de la division à la place de Vickie Guerrero, l'informe qu'il doit pour cela se qualifier pour le Fatal four-way match du prochain pay-per-view. À la suite du refus de l'intéressé, qui décide de démissionner, Hart déclare Orton vainqueur par forfait,. En ce qui concerne les autres matchs de qualification, Sheamus bat Mark Henry puis Edge remporte un match « Triple Menace » face à Chris Jericho et au tenant du titre, John Cena.
Lors de l'édition SmackDown du 28 mai 2010, Theodore Long annonce un Fatal four-way match pour le championnat du monde poids lourds qui aura lieu lors de WWE 4-Way Finale,. The Big Show, ayant gagné son match à Over the Limit, obtient une nouvelle opportunité de ravir la ceinture de Jack Swagger qui, en tant que tenant du titre, est automatiquement qualifié. Les deux places restantes sont attribuées à CM Punk et The Undertaker, vainqueurs respectivement de Kane et de Rey Mysterio. Afin de cacher son crâne rasé, le catcheur straight edge a choisi d'imiter son rival mexicain en portant un masque noir,.
The Undertaker, quant à lui, souffre d'une fracture du nez, d'une fracture de l'orbite et d'une commotion cérébrale,. Son état de santé ne lui permettant pas de participer au match, il est remplacé par Rey Mysterio, qui se qualifie en remportant une bataille royale. Kane, pour justifier cette absence, annonce qu'il a retrouvé son demi-frère dans un état végétatif à la suite d'une attaque particulièrement violente d'un inconnu.
Un peu plus tard, dans la même soirée, Vince McMahon décrète (par le biais d'une lettre lue à voix haute par Theodore Long) que Matt Hardy est suspendu sans solde de ses fonctions, jusqu'à nouvel ordre, pour avoir attaqué Drew McIntyre à Over the Limit. Le catcheur écossais poursuit sa rivalité avec Kofi Kingston ; lui et son partenaire Jack Swagger se font tout d'abord battre par Big Show et Kingston dans un match par équipes, puis ce dernier conserve son titre dans un match revanche, une semaine plus tard, grâce à l'intervention de Hardy.

## Accueil et critiques
Over the Limit a généré plusieurs commentaires et critiques négatives. Ainsi, Matt Bishop, rédacteur du Canadian Online Explorer, décrit le spectacle comme étant « l'un des pires pay-per-view de l'histoire de la WWE » et lui donne la note de 6,5 sur 10. Son confrère du Sun, Rob McNichol, le décrit comme étant « l'un des plus étranges pay-per-view qu'il ait jamais vus » et lui attribue la note de 6 sur 10.

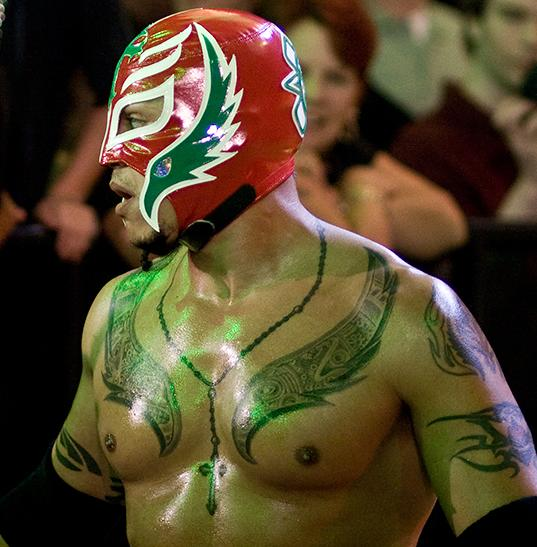
Le match opposant Rey Mysterio (photo) à CM Punk a été salué par la critique.

La rencontre pour le championnat du monde poids lourds est l'objet des critiques les plus acerbes. D'une durée de cinq minutes, l'un des principaux matchs de la soirée s'est soldé par une victoire par disqualification. Bishop accorde au match la note de 2,5 sur 10, arguant que « cela avait touché le pay-per-view de façon considérable ». McNichol est du même avis, trouvant la fin du match « peu convaincante » voire « médiocre ». Kevin Eck, rédacteur au Baltimore Sun, critique à son tour le main event, qu'il juge être « une énorme déception pour un match de cette envergure », surtout après le match déroutant entre Randy Orton et Edge. Il estime ensuite que « Swagger ressemble à tout sauf à un champion crédible ». Enfin, Dave Meltzer, journaliste spécialisé dans les sports de combat, juge le match « d'une nullité totale », ajoutant qu'« il s'agit pratiquement d'une insulte en tant que match principal d'un pay-per-view ». Bishop constate que le spectacle a été interrompu, « entravé à de très nombreuses reprises pour stopper les hémorragies » (plaies sanglantes) des catcheurs. D'après lui, la rencontre entre Cena et Batista était « surjouée » et son « résultat prévisible », sentiment partagé par Eck,.
Malgré toutes les critiques négatives, la rencontre opposant Rey Mysterio à CM Punk a été unanimement saluée par la critique. McNichol écrit qu'il s'agit « du point culminant de la soirée », saluant une « formidable séquence de fin ». Bishop attribue au match la note de 8,5 sur 10 et le classe, avec celui pour le championnat par équipes, parmi ceux « qui ne l'ont pas déçu à tout point de vue ». Eck partage son opinion et ajoute que le match était « très bien travaillé ».
L'édition 2010 d'Over the Limit a rapporté 675 000 dollars grâce à la vente de billets pour un public de 11 000 personnes au Joe Louis Arena. En août 2010, la WWE déclare que le spectacle a été suivi par 197 000 personnes en paiement à la séance. L'année précédente, 228 000 personnes avaient payé pour suivre l'édition 2009 de Judgment Day.

## DVD
Le DVD du spectacle, sorti au début du mois de juin 2010, contient de nombreux bonus dont la rencontre entre Bret Hart et The Miz pour le championnat des États-Unis et quelques vignettes promotionnelles.